# Zofia Kielan-Jaworowska
Zofia Emilia Kielan-Jaworowska (Sokolów Podlaski, voivodat de Masòvia, Polònia, 25 d'abril del 1925 - Varsòvia, 13 de març del 2015) fou una paleobiòloga polonesa. A mitjans de la dècada del 1960, encapçalà una sèrie d'expedicions paleontològiques poloneso-mongols al desert del Gobi. Fou la primera dona a entrar al comitè executiu de la Unió Internacional de Ciències Geològiques i fou directora l'Institut de Paleobiologia de Varsòvia.

## Biografia
Els seus estudis van començar prèviament a la segona guerra mundial, al Departament de Geologia de la Universitat de Varsòvia, que seria destruït el 1939, i va assistir a classes a casa de Roman Kozłowski. Posteriorment va obtenir un master en zoologia i en paleontologia i després el doctorat per la Universitat de Varsòvia, on seria professora.

## Carrera i obra
Va ser investigadora contractada a l'Institut de Paleobiologia de Varsòvia, que formava part de l'Acadèmia polonesa de les Ciències (PAN) i n'arribaria a ser la directora. Va dur a terme una sèrie de funcions a les organitzacions professionals a Polònia i als Estats Units, i va ser la primera dona a servir al comitè executiu de la Unió Internacional de Ciències Geològiques.
La seva obra inclou l'estudi de trilobits del Devonià i Ordovicià d'Europa Central (Polònia, Txèquia), liderant diverses expedicions paleontològiques poloneso-mongoles al desert de Gobi, i el descobriment de noves espècies de cocodrils, rèptils, tortugues, dinosaures (Deinocheirus), aus i multituberculats. Va ser l'autora del llibre Hunting for Dinosaurs, i coautora de Mammals from the Age of Dinosaurs.
La seva obra es va publicar en revistes científiques, llibres i monografies.